# Хлопець О'Шонессі
«Хлопець О'Шонессі» (англ. O'Shaughnessy's Boy) — американська драма режисера Річарда Болеславського 1935 року.

## Сюжет
Капітан О'Шонессі працює в цирку приборкувачем левів і дуже любить свого маленького сина, який хоче йти слідами батька. Коли його кидає дружина і забирає сина, О'Шонессі розчавлений і спустошений. Невпевнений в собі на одному з виступів він втрачає руку. Вимушений піти з цирку О'Шонессі вирішує знайти сина.

## У ролях
- Воллес Бірі — капітан Майкл О'Шонессі
- Джекі Купер — Джозеф О'Шонессі
- Джордж «Спанкі» МакФарланд — Джозеф О'Шонессі в дитинстві
- Генрі Стівенсон — майор Вінслоу
- Сара Гейден — Анжеліка Шилдс
- Леона Мерікл — Кора О'Шонессі
- Віллард Робертсон — Ден Гастінгс
- Кларенс М'юз — Джеф
- Бен Гендрікс молодший — тренер Франц